# Gymnosporangium torminali-juniperini
Gymnosporangium torminali-juniperini är en svampart som beskrevs av E. Fisch. 1910. Gymnosporangium torminali-juniperini ingår i släktet Gymnosporangium och familjen Pucciniaceae.   Inga underarter finns listade i Catalogue of Life.